# Wehling’sche Geschäftsgruppe Königsallee 9/11

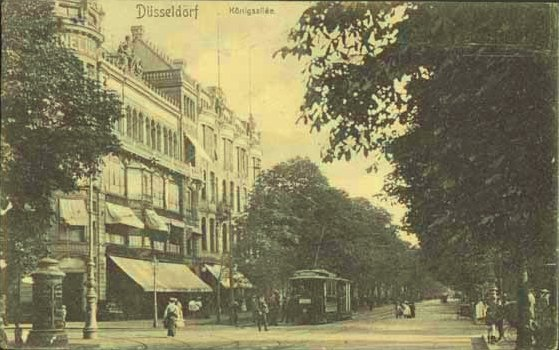
Postkartenmotiv des Doppelhauses an der Königsallee, 1909

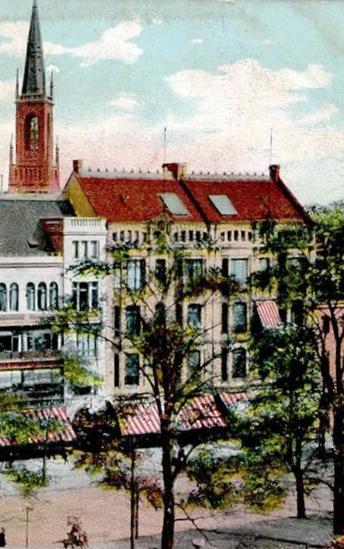
Blick über den Kö-Graben, im Hintergrund der Turm der Johanneskirche, 1909

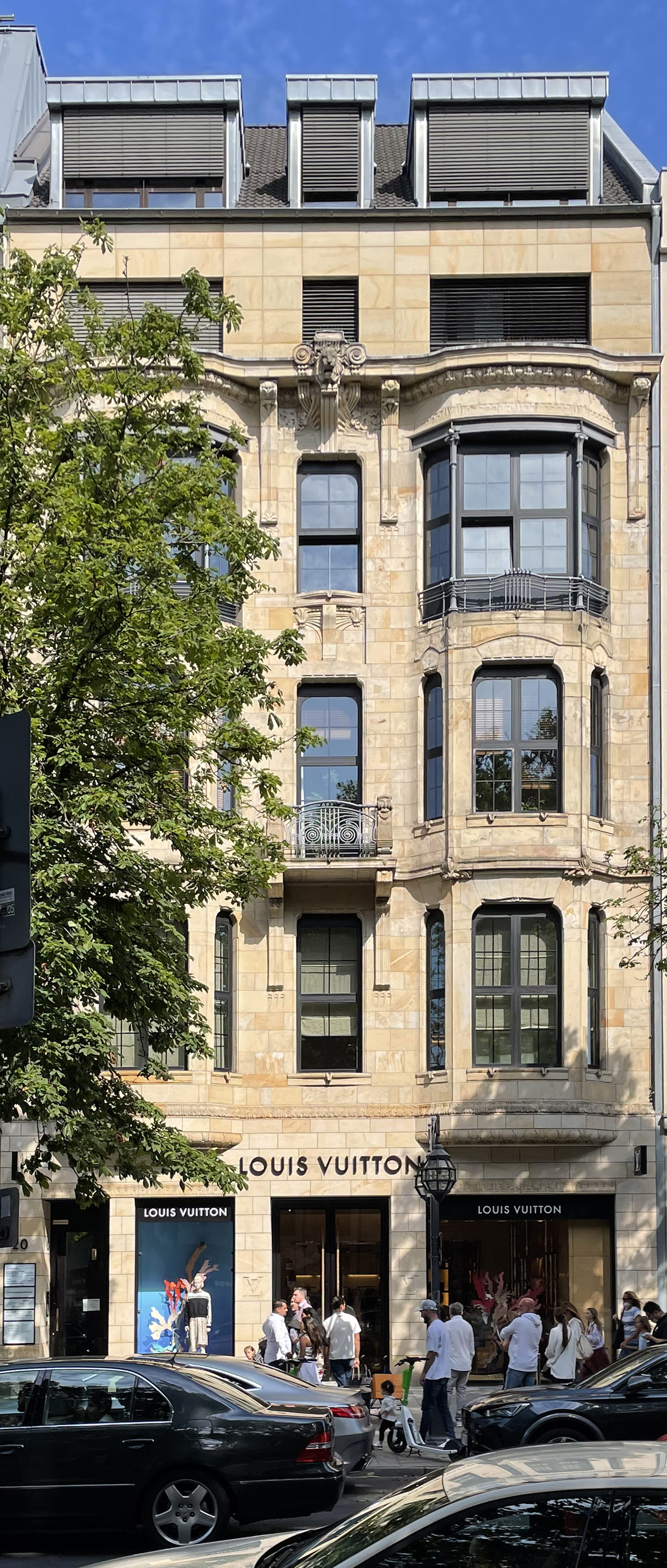
Königsallee 20 (2022)

Das Doppelhaus Königsallee 9/11 in Düsseldorf wurde 1901/1902 als Wohn- und Geschäftshaus für den Architekten Gottfried Wehling in Zusammenarbeit mit dem Architekten Alois Ludwig im Jugendstil erbaut.

## Beschreibung
Die Fassaden der beiden Häuser des Doppelhauses waren identisch. Die Straßenfront war viergeschossig, die Fassade dreiachsig, wobei die Mittelachse durch einen aufgesetzten Ziergiebel besonders betont wurde. Die Schaufassade des Doppelhauses war in „moderner Formensprache“ mit einer einheitlichen Jugendstilfassade: Die Schaufassade an der Königsallee zeigte im Erdgeschoss eine Schaufensteranlage, die als Eisenkonstruktion gearbeitet war. Darüber war die Fassade in Werkstein ausgeführt. Die Bauplastik am Gebäude, insbesondere der Jugendstil-Löwe, stammt vermutlich vom Bildhauer Adolf Simatschek. Er hatte zu dieser Zeit für „Wehling & Ludwig“ die Eckfiguren Die Hüterin des häuslichen Glücks und Herdflamme an der Villa Bestgen in der Kölner Neustadt erschaffen. Das Doppelhaus wurde als Geschäfts- und Wohnhaus genutzt und als „Wehlingsche Geschäftsgruppe“ bezeichnet.
Die Nummerierung der Königsallee wurde nach dem 14. Februar 1905 verändert. Heute lautet die Hausnummer Königsallee 20 und 22. Im Zweiten Weltkrieg wurden die Gebäude schwer beschädigt, wobei von Haus Nr. 20 (Ex 9) sich noch die originale Fassade erhalten hat, in Nr. 20 befinden sich heute ein Flagship-Store von Louis Vuitton sowie diverse Praxen und Büros. Weder Haus noch Fassade stehen unter Denkmalschutz. Die Fassade des Hauses Nr. 22 zeigt noch die frühere dreiachsige Gliederung, ist im Kern erhalten, die Fassade ist jedoch verputzt; die Erker und der sonstige architektonische Bauschmuck fehlen.